# E Pluribus Funk
Albums de Grand Funk Railroad
Survival
(1971) Mark, Don and Mel 1969-1971
(1972)
Singles
1. People Let's Stop the War
Sortie : décembre 1971
2. Footstompin' Music
Sortie : mars 1972
3. Upsetter
Sortie : avril 1972

E Pluribus Funk est le cinquième album studio et sixième album du groupe de rock américain Grand Funk Railroad. Il est le sorti le 15 novembre 1971 sur le label Capitol Records.

## Historique
Cet album a été enregistré à Cleveland en septembre 1971 en moins d'une semaine et produit par Terry Knight dont c'est la dernière collaboration avec le groupe. La pochette originale était ronde et enveloppée dans un film argenté pour lui donner l'apparence d'une pièce de monnaie.
Il se classa à la 5e place du Billboard 200 et sera certifié disque d'or moins de 2 semaines après sa sortie, puis disque de platine, 20 ans plus tard, aux États-Unis.

## Liste des titres
- Tous les titres sont des compositions de Mark Farner, sauf indication.

1. Footstompin' Music – 3:45
2. People, Let's Stop the War – 5:13
3. Upsetter – 4:09
4. I Come Tumblin' – 5:42
5. Save the Land – 4:12
6. No Lies – 3:55
7. Loneliness – 8:38

Live Bonus tracks (Réédition 2002)
1. I'm Your Captain/Close to Home - 5:57
2. Hooked On Love - 2:46
3. Get it Together - 2:53
4. Mark Say's Alright (Farner / Brewer / Schacher) - 4:23

## Musiciens
- Mark Farner: chant, guitares, orgue, harmonica
- Don Brewer: batterie, percussions, chant
- Mel Schacher: basse

## Charts et certifications
| Pays       | Durée du classement | Meilleur classement |
| ---------- | ------------------- | ------------------- |
| Allemagne  | 1 semaine           | 41e                 |
| Canada     | 22 semaines         | 3e                  |
| Australie  | 2 semaines          | 13e                 |
| États-Unis | 30 semaines         | 5e                  |

| Pays       | Ventes      | Certification | Date       |
| ---------- | ----------- | ------------- | ---------- |
| États-Unis | 500 000 +   | Or            | 29/11/1971 |
| États-Unis | 1 000 000 + | Platine       | 05/12/1991 |

Charts singles
| Année | Single             | Chart           | Durée du classement | Position |
| ----- | ------------------ | --------------- | ------------------- | -------- |
| 1972  | Footstompin' Music | Hot 100         | 11 semaines         | 29e      |
| 1972  | Footstompin' Music | RPM Top Singles | 10 semaines         | 43e      |
| 1972  | Upsetter           | Hot 100         | 5 semaines          | 73e      |
| 1972  | Upsetter           | RPM Top Singles | 5 semaines          | 86e      |